# Åtalet mot Donald Trump för försöken att omkullkasta valresultatet 2020

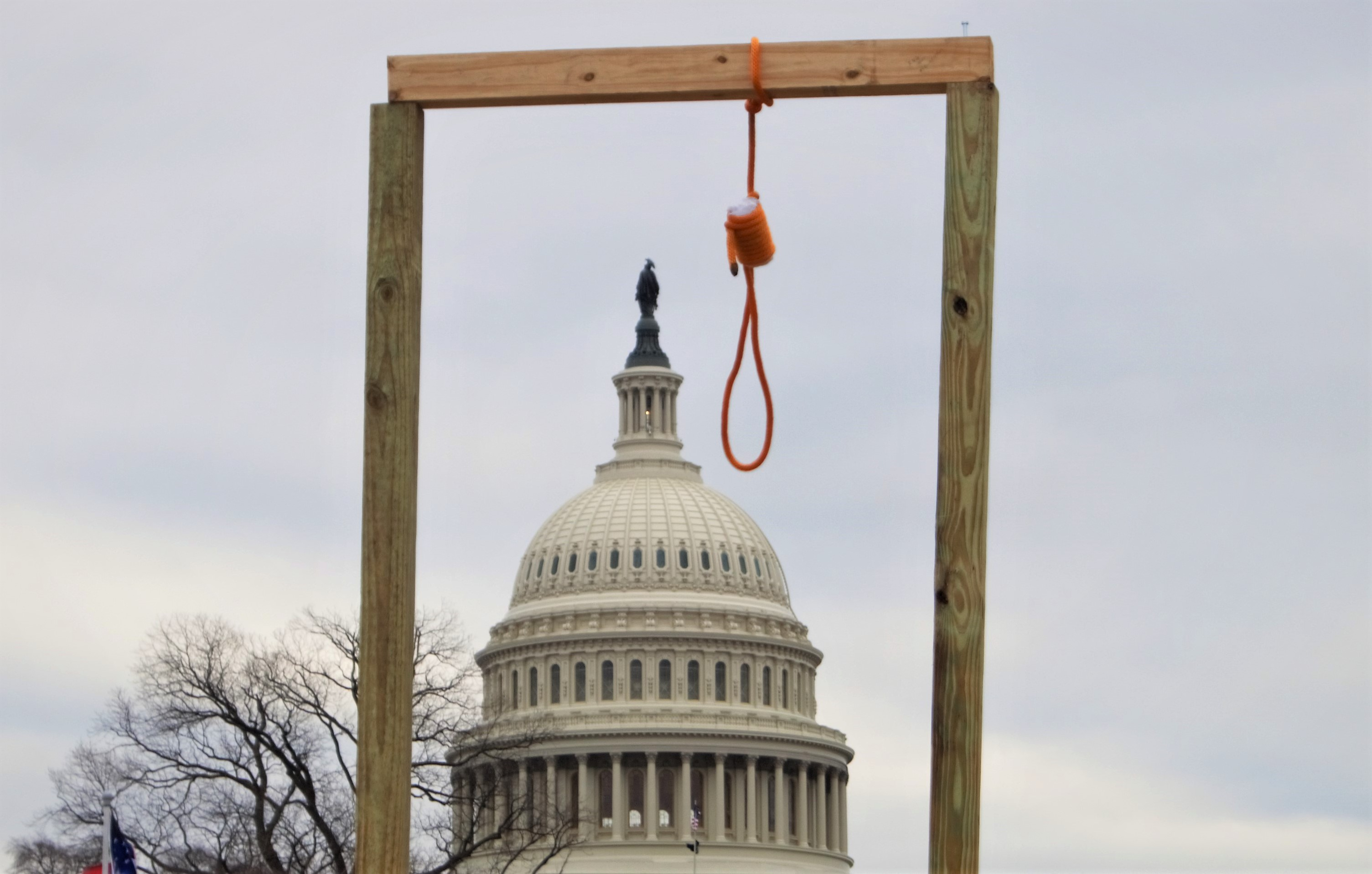
Bild från stormningen av Kapitolium den 6 januari 2021

Åtalet mot Donald Trump för försöken att omkullkasta valresultatet 2020 (engelska United States of America v. Donald J. Trump) var ett federalt åtal mot USA:s 45:e president Donald Trump.
Det gällde Trumps roll i försöken att ogiltigförklara eller ändra resultatet av presidentvalet i USA 2020 och hans inblandning i stormningen av Kapitolium 2021.
Åtalet gällde enbart Trump med det beskrev också sex andra inblandade personer utan att nämna dessa vid namn. Från detaljer i åtalet kan man identifiera fem av dem. Det är fyra advokater som arbetade åt Trump i olika roller, Rudy Giuliani, John Eastman, Sidney Powell och Kenneth Chesebro, samt Jeffrey Clark från USA:s justitiedepartement. 
Samtliga dessa var också anklagade i åtalet mot Donald Trump i Georgia.
Åtalet väcktes av den särskilde åklagaren Jack Smith den 1 augusti 2023 vid den federala distriktsdomstolen i District of Columbia. Trump nekade till anklagelserna, hävdade åtalsimmunitet och överklagade till USA:s högsta domstol vilket fördröjde processen.
Efter att Trump vunnit Presidentvalet i USA 2024 lades åtalet ner eftersom USA:s justitiedepartement har som policy att inte åtala sittande presidenter. I sin slutrapport till justitieministern, som blev offentlig i januari 2025, gjorde den särskilde åklagaren bedömningen att bevisningen hade räckt för att få Trump fälld i domstol.

## Bakgrund
Efter presidentvalet den 3 november 2020 fortsatte Trump att hävda att det förekommit valfusk, trots att han (enligt åtalet) visste att så inte var fallet.
I fler än 60 fall överklagades valresultatet till domstol, men i inget fall hittade domstolen några bevis för fusk.
Det gjordes flera försök att påverka myndighetspersoner och politiker i olika delstater att ändra eller underkänna valresultatet. Förundersökningar kring detta pågår i några delstater och den i Georgia har lett till åtal.
I sju delstater (Arizona, Georgia, Michigan, Nevada, New Mexico, Pennsylvania och Wisconsin) organiserades alternativa, olagliga elektorer som skulle rösta på Trump i stället för Joe Biden. I Michigan, Nevada och Arizona åtalades falska elektorer. Trump nämndes som en delaktig konspiratör i flera av dessa fall utan att åtalas.
Trump och andra försökte också få justitiedepartementet att uttala att det förekommit fusk i valet. Justitieministern William Barr sa dock i början av december att departementet inte hade några bevis för omfattande valfusk. 
Några veckor senare avgick Barr och ersattes av Jeffrey Rosen som tillförordnad. Även Rosen vägrade att säga att det förekommit valfusk, trots påtryckningar från Trump. Det fanns långt gångna planer på att ersätta Rosen med Jeffrey Clark (som var beredd att gå Trump till mötes) men de verkställdes aldrig eftersom stora delar av ledningen för justitiedepartementet hotade att avgå. 
(Här finns paralleller till Watergateskandalen där flera av Richard Nixons justitieministrar avgick i den så kallade Saturday Night Massacre i oktober 1973.)
Elektorsrösterna räknades i USA:s kongress den 6 januari 2021 under ledning av vicepresidenten Mike Pence.
Inför rösträkningen försökte Trump upprepade gånger påverka Pence att underkänna resultaten från några av delstaterna och i stället godkänna de falska elektorerna.
Pence förklarade att konstitutionen inte gav honom några sådana rättigheter.
Samma morgon hade Trump kallat till ett protestmöte i närheten av Vita huset där det hölls tal av bland andra Trump och Giuliani. Trump uppmanade sina anhängare att marschera mot Kapitolium vilket ledde till stormningen och att rösträkningen fick avbrytas under flera timmar.

## Åtalspunkterna
Åtalet innehöll fyra punkter:
- Sammansvärjning för att bedra den amerikanska staten. Detta gäller försöken att påverka valresultatet på ett bedrägligt sätt.
- Sammansvärjning för att förhindra en offentlig förrättning. Detta gäller planerna på att förhindra räkningen av elektorsrösterna 6 januari.
- Förhindrande av en offentlig förrättning. Detta gäller försöken att blockera processen för att fastställa valresultatet.
- Sammansvärjning mot rättigheter. Detta gäller försöken att hindra medborgare från att rösta, enligt en äldre lag med rötterna i amerikanska inbördeskriget då lagen användes mot dem som försökte hindra svarta från att rösta.[11]

Två av åtalspunkterna hade ett maximalt straff på 20 års fängelse.
Åklagaren valde att inte åtala Trump för anstiftan till uppror trots att det hade rekommenderats av det kongressutskott som utredde händelserna den 6 januari. I sin slutrapport förklarade åklagaren att det var juridiskt oklart om Trump kunde åtalas för uppror eftersom han redan var president.